# A Rendőrakadémia szereplői
Ez a lista a Rendőrakadémia-filmek szereplőit sorolja fel.
| Szereplő                          | Szerepelt                                                                                   | Rendfokozat | Színész             | Eredeti hang      | Magyar hang       | Magyar hang          | Magyar hang     | Magyar hang                        | Magyar hang                           | Magyar hang            |                    |
| Szereplő                          | Szerepelt                                                                                   | Rendfokozat | Színész             | (rajzfilmsorozat) | Hajdú Film (1.)   | MTV (1.)             | RTL Klub (1.)   | Hajdú Film (2-5.)                  | InterCom (6-7.)                       | sorozat                |                    |
| --------------------------------- | ------------------------------------------------------------------------------------------- | --- | ------------------- | ----------------- | ----------------- | -------------------- | --------------- | ---------------------------------- | ------------------------------------- | ---------------------- | ------------------ |
| Carey Mahoney                     | 1-4.; rajzfilmsorozat                                                                       | kadét (1.) közrendőr (2.) őrmester (3-4.) | Steve Guttenberg    | Ron Rubin         | Görög László      | Görög László         | Selmeczi Roland | Szerednyey Béla                    | nem szerepelt                         | nem szerepelt          |                    |
| Moses Hightower                   | 1-6. + egy epizód a sorozatban; rajzfilmsorozat                                             | kadét (1.) közrendőr (2.) őrmester (3-5.) hadnagy (5. vége, 6.) százados (sorozat)                                                                                | Bubba Smith         | Greg Morton       | Both András       | Hankó Attila         | Gesztesi Károly | Csikos Gábor                       | Ujlaki Dénes                          | Kránitz Lajos          |                    |
| Eugene Tackleberry                | mind a hét film + egy epizód a sorozatban; rajzfilmsorozat                                  | kadét (1.) közrendőr (2.) őrmester (3-tól) | David Graf          | Dan Hennessey     | Papp János        | Reisenbüchler Sándor | Bognár Tamás    | Szombathy Gyula                    | Vitay András (6.) Barbinek Péter (7.) | Tolnai Miklós          |                    |
| Larvell Jones                     | Az egyetlen, aki a hét film mellett a sorozatban is állandó szereplő volt; rajzfilmsorozat. | kadét (1.) közrendőr (2.) őrmester (3-tól) | Michael Winslow     | Greg Morton       | Zalán János       | Kerekes József       | Szokol Péter    | Kautzky Armand                     | Balázsi Gyula (6.) Breyer Zoltán (7.) | Széles Tamás           |                    |
| Laverne Hooks                     | 1-6.; rajzfilmsorozat                                                                       | kadét (1.) közrendőr (2.) őrmester (3-tól) | Marion Ramsey       | Denise Pidgeon    | Szerencsi Éva     | Kocsis Mariann       | Náray Erika     | Pálos Zsuzsa                       | Spilák Klára (6.)                     | nem szerepelt          |                    |
| Debbie Callahan                   | 1., 3-7. + egy epizód a sorozatban; rajzfilmsorozat                                         | őrmester (1.) hadnagy (3-5.) százados (6-7.) kerületi ügyész (sorozat)                                                                                            | Leslie Easterbrook  | Denise Pidgeon    | Kocsis Mariann    | Andresz Kati         | Ullmann Zsuzsa  | Andresz Kati (3.) Kiss Mari (4-5.) | Menszátor Magdolna                    | Menszátor Magdolna     | Menszátor Magdolna |
| Eric Lassard                      | mind a hét film + egy epizód a sorozatban; rajzfilmsorozat                                  | parancsnok | George Gaynes       | Tedd Dillon       | Kenderesi Tibor   | Makay Sándor         | Uri István      | Kun Vilmos                         | Horkai János                          | Szélyes Imre           |                    |
| Taddeus Harris                    | 1., 4-7.; rajzfilmsorozat                                                                   | hadnagy (1.) százados (4-7.; rajzfilmsorozat) | G. W. Bailey        | Len Carlson       | Reviczky Gábor    | Forgács Péter        | Orosz István    | Dörner György                      | Szersén Gyula                         | nem szerepelt          |                    |
| Carl Proctor                      | 2-6.; rajzfilmsorozat                                                                       | őrmester (2.) hadnagy (3-tól) | Lance Kinsey        | Don Francks       | nem szerepelt     | nem szerepelt        | nem szerepelt   | Józsa Imre                         | Jakab Csaba                           | nem szerepelt          |                    |
| Ernie Mauser                      | 2-3. + egy epizód a sorozatban; rajzfilmsorozat                                             | hadnagy (2.) százados (2. vége) parancsnok (3.) seriff (sorozat)                                                                                                  | Art Metrano         | Rex Hagon         | nem szerepelt     | nem szerepelt        | nem szerepelt   | Reviczky Gábor                     | nem szerepelt                         |                        |                    |
| Zed McGlunk                       | 2-4.; rajzfilmsorozat                                                                       | kadét (3.) közrendőr (4.; rajzfilmsorozat) A 2. részben még bűnöző volt.                                                                                          | Bobcat Goldthwait   | Dan Hennessey     | nem szerepelt     | nem szerepelt        | nem szerepelt   | Kerekes József                     | nem szerepelt                         | nem szerepelt          |                    |
| Carl Sweetchuck                   | 2-4.; rajzfilmsorozat                                                                       | kadét (3.) közrendőr (4.; rajzfilmsorozat) A 2. részben még civil volt. A sorozat egyik epizódjában Tim Kazurinsky egy másik karaktert játszik, Arnold Fliegel-t. | Tim Kazurinsky      | Howard Morris     | nem szerepelt     | nem szerepelt        | nem szerepelt   | Verebély Iván (2-4.)               | nem szerepelt                         | nem szerepelt          |                    |
| Henry J. Hurst                    | 1-6.; + egy epizód a sorozatban                                                             | rendőrfőnök | George R. Robertson |                   | Dobránszky Zoltán | Barbinek Péter       | Rudas István    | Kenderesi Tibor                    | Szokolay Ottó                         | Szélyes Imre           |                    |
| Douglas Fackler                   | 1-3., 6.                                                                                    | kadét (1.) közrendőr (2.) őrmester (3-tól) | Bruce Mahler        |                   | Szűcs Sándor      | Kálid Artúr          | Juhász György   | Dörner György                      | Csonka András (6.)                    | nem szerepelt          |                    |
| Violet Fackler                    | 1., 3.                                                                                      | kadét (3) Az 1. részben még civil volt. | Debralee Scott      |                   | Kiss Erika        | Kiss Erika           | ?               | Kiss Erika                         | nem szerepelt                         | nem szerepelt          |                    |
| Kyle Blankes                      | 1., 3.                                                                                      | kadét (1.) őrmester (3.) | Brant van Hoffmann  |                   | Csankó Zoltán     | Galambos Péter       | Bozsó Péter     | Rátóti Zoltán                      | nem szerepelt                         | nem szerepelt          |                    |
| Chad Copeland                     | 1., 3-4.                                                                                    | kadét (1.) őrmester (3.-tól) | Scott Thompson      |                   | Zágoni Zsolt      | Barabás Kiss Zoltán  | Csőre Gábor     | Kassai Károly (3.) Lux Ádám (4.)   | nem szerepelt                         | nem szerepelt          |                    |
| Pete Lassard                      | 2.                                                                                          | százados | Howard Hesseman     |                   | nem szerepelt     | nem szerepelt        | nem szerepelt   | Bács Ferenc                        | nem szerepelt                         | nem szerepelt          |                    |
| Kathleen Kirkland-Tackleberry     | 2.,4. + egy epizód a sorozatban (archív felvétel)                                           | közrendőr (2.) őrmester (4.) | Colleen Camp        |                   | nem szerepelt     | nem szerepelt        | nem szerepelt   | Menszátor Magdolna                 | nem szerepelt                         | nem szerepelt          |                    |
| Bud Kirkland                      | 2-4.                                                                                        | kadét (3.) közrendőr (4.) A 2. részben még civil volt. | Andrew Paris        |                   | nem szerepelt     | nem szerepelt        | nem szerepelt   | Haás Vander Péter                  | nem szerepelt                         | nem szerepelt          |                    |
| Max Kirkland                      | 2-4., 6.                                                                                    | civil | Arthur Batadines    |                   | nem szerepelt     | nem szerepelt        | nem szerepelt   | Dobránszky Zoltán                  | Kisfalussy Bálint (6.)                | nem szerepelt          |                    |
| Kirkland mama                     | 2., 4.                                                                                      | civil |                     |                   | nem szerepelt     | nem szerepelt        | nem szerepelt   | Dallos Szilvia                     | nem szerepelt                         | nem szerepelt          |                    |
| Tomoko Nogata                     | 3-4.                                                                                        | kadét (3.) közrendőr (4.) | Brian Tochi         |                   | nem szerepelt     | nem szerepelt        | nem szerepelt   | Lippai László                      | nem szerepelt                         | nem szerepelt          |                    |
| Karen Thompson                    | 1.                                                                                          | kadét | Kim Cattrall        |                   | Simon Mari        | Tóth Ildikó          | Orosz Anna      | nem szerepelt                      | nem szerepelt                         | nem szerepelt          |                    |
| Leslie Barbara                    | 1.                                                                                          | kadét | Donovan Scott       |                   | Kerekes József    | Harmath Imre         | Csuja Imre      | nem szerepelt                      | nem szerepelt                         | nem szerepelt          |                    |
| George Martin                     | 1.                                                                                          | kadét | Andrew Rubin        |                   | Bor Zoltán        | Bor Zoltán           | Crespo Rodrigo  | nem szerepelt                      | nem szerepelt                         | nem szerepelt          |                    |
| Winnie Stuhlman                   | 2.                                                                                          | közrendőr |                     |                   | nem szerepelt     | nem szerepelt        | nem szerepelt   | Balázs Péter                       | nem szerepelt                         | nem szerepelt          |                    |
| Karen Adams                       | 3.                                                                                          | kadét | Shawn Weatherly     |                   | nem szerepelt     | nem szerepelt        | nem szerepelt   | Borbély Viktória                   | nem szerepelt                         | nem szerepelt          |                    |
| Hedges                            | 3.                                                                                          | kadét | David Huband        |                   | nem szerepelt     | nem szerepelt        | nem szerepelt   | Vass Gábor                         | nem szerepelt                         | nem szerepelt          |                    |
| Tommy Conklin                     | 4-5.; rajzfilmsorozat                                                                       | polgárőr (4.), közrendőr (5.; rajzfilmsorozat) | Tab Thacher         | Don Francks       | nem szerepelt     | nem szerepelt        | nem szerepelt   | Benkóczi Zoltán                    | nem szerepelt                         | nem szerepelt          |                    |
| Nick Lassard                      | 5-6.                                                                                        | őrmester | Matt McCoy          |                   | nem szerepelt     | nem szerepelt        | nem szerepelt   | Lux Ádám (5.)                      | Józsa Imre (6.)                       | nem szerepelt          |                    |
| Kate Stratton                     | 5.                                                                                          | közrendőr | Janet Jones         |                   | nem szerepelt     | nem szerepelt        | nem szerepelt   | Földesi Judit                      | nem szerepelt                         | nem szerepelt          |                    |
| Kyle Connors                      | 7.                                                                                          | kadét | Charlie Schlatter   |                   | nem szerepelt     | nem szerepelt        | nem szerepelt   | nem szerepelt                      | Czvetkó Sándor (7.)                   | nem szerepelt          |                    |
| Katrina Szergejevna               | 7.                                                                                          | őrmester | Claire Forlani      |                   | nem szerepelt     | nem szerepelt        | nem szerepelt   | nem szerepelt                      | Rudolf Teréz (7.)                     | nem szerepelt          |                    |
| Reed                              | 1.                                                                                          | százados | Ted Ross            |                   | Barbinek Péter    | Kránitz Lajos        | Varga Tamás     | nem szerepelt                      | nem szerepelt                         | nem szerepelt          |                    |
| Lois Feldmann                     | 4.                                                                                          | polgárőr | Billie Bird         |                   | nem szerepelt     | nem szerepelt        | nem szerepelt   | Tábori Nóra                        | nem szerepelt                         | nem szerepelt          |                    |
| Dave Murdock                      | 5.                                                                                          | parancsnok | Dan Fitzgerald      |                   | nem szerepelt     | nem szerepelt        | nem szerepelt   | Rajhona Ádám                       | nem szerepelt                         | nem szerepelt          |                    |
| Alexander Nyikolajevics Rakov     | 7.                                                                                          | parancsnok | Christopher Lee     |                   | nem szerepelt     | nem szerepelt        | nem szerepelt   | nem szerepelt                      | Szokolay Ottó (7.)                    | nem szerepelt          |                    |
| Juri Talinszkij                   | 7.                                                                                          | hadnagy | Gregg Berger        |                   | nem szerepelt     | nem szerepelt        | nem szerepelt   | nem szerepelt                      | Csuja Imre (7.)                       | nem szerepelt          |                    |
| Rich Casey                        | sorozat                                                                                     | kadét | Matt Borlenghi      |                   | nem szerepelt     | nem szerepelt        | nem szerepelt   | nem szerepelt                      | nem szerepelt                         | Selmeczi Roland        |                    |
| Rusty Ledbetter                   | sorozat                                                                                     | őrmester | Rod Crawford        |                   | nem szerepelt     | nem szerepelt        | nem szerepelt   | nem szerepelt                      | nem szerepelt                         | Konrád Antal           |                    |
| Stuart Hefilfinger                | sorozat                                                                                     | parancsnok | Joe Flaherty        |                   | nem szerepelt     | nem szerepelt        | nem szerepelt   | nem szerepelt                      | nem szerepelt                         | Sinkovits-Vitay András |                    |
| Luke Kackley                      | sorozat                                                                                     | kadét | Tony Longo          |                   | nem szerepelt     | nem szerepelt        | nem szerepelt   | nem szerepelt                      | nem szerepelt                         | Koncz István           |                    |
| Dirk Tackleberry                  | sorozat                                                                                     | kadét | Toby Proctor        |                   | nem szerepelt     | nem szerepelt        | nem szerepelt   | nem szerepelt                      | nem szerepelt                         | Petrik Péter           |                    |
| Dean Tackleberry                  | sorozat                                                                                     | kadét | Jeremiah Birket     |                   | nem szerepelt     | nem szerepelt        | nem szerepelt   | nem szerepelt                      | nem szerepelt                         | Boros Zoltán           |                    |
| Annie Medford                     | sorozat                                                                                     | kadét | Heather Campbell    |                   | nem szerepelt     | nem szerepelt        | nem szerepelt   | nem szerepelt                      | nem szerepelt                         | Mics Ildikó            |                    |
| Alicia Conchita Montoya Cervantes | sorozat                                                                                     | kadét | Christine Gonzales  |                   | nem szerepelt     | nem szerepelt        | nem szerepelt   | nem szerepelt                      | nem szerepelt                         | Náray Erika            |                    |
| Kendall Jackson                   | sorozat 14 részben                                                                          | titkárnő | Larke Miller        |                   | nem szerepelt     | nem szerepelt        | nem szerepelt   | nem szerepelt                      | nem szerepelt                         | Mezei Kitty            |                    |
| Cassandra Cunningham              | sorozat 7 részben                                                                           | kadét | Tanya Wright        |                   | nem szerepelt     | nem szerepelt        | nem szerepelt   | nem szerepelt                      | nem szerepelt                         | Vándor Éva             |                    |

Megjegyzés: a rendfokozatok fordítása a magyar szinkronban gyakran helytelen és következetlen volt, az itteni adatok az eredeti filmek szereplőlistáját tükrözik.